# Paltram vor dem Freithof
Paltram vor dem Freithof (* um 1220 wahrscheinlich in Wien; † 1287 oder 1288 vor Akkon in Palästina) war ein österreichischer Ritter und Amtmann, der eine führende, dem Bürgermeister ähnliche Stellung in Wien einnahm.

## Leben
Paltram vor dem Freithof gehörte einer Altwiener ritterlichen Familie an, die hier eine führende Rolle einnahm. Der gleichnamige Vater war zwischen 1230 und 1233 am Hohen Markt ansässig, die Mutter entstammte dem Geschlecht der Greifen. Paltram selbst wird urkundlich erstmals 1239 als Wiener Bürger am Hofe Herzog Friedrichs II., des letzten Babenbergers, genannt. Später war er 1267 und 1276 Kammergraf und hatte 1269 das Amt des Stadtrichters und 1271–1274 des Amtmanns inne. Diese Zeit war geprägt von der Auseinandersetzung zwischen dem böhmischen König Ottokar II. Přemysl und Rudolf von Habsburg um das österreichische Erbe der Babenberger. Paltram trat hier mehrmals an der Spitze der Wiener Bürgerschaft auf und war wie diese Parteigänger von Ottokar. Als es 1276 zu einem Friedensschluss der Kontrahenten kam, erwirkte Ottokar für Paltram eine Amnestie. Da er aber weiterhin als Parteigänger Ottokars auftrat, wurde Paltram geächtet und musste 1278 mit seiner Familie nach Niederbayern fliehen. Dort wurde er mit der Burg Karlstein bei Reichenhall belehnt und war außerdem auch in Landshut ansässig. Von einer Pilgerfahrt 1287 ins Heilige Land kehrte er nicht mehr lebend zurück. Er wurde möglicherweise in der von ihm gestifteten Bernhardskapelle des Stiftes Heiligenkreuz bestattet. Seine Söhne gingen später wieder nach Wien.
Der Beiname Paltrams rührt davon her, dass er bis 1278 im Margaretenhof wohnte, einem Gebäude, das direkt an den Stephansfreithof in Wien grenzte. Von Paltram sind zahlreiche fromme Stiftungen überliefert. So stiftete er neben der Margaretenkapelle in seinem Haus vor allem dem Orden der Zisterzienser. Die Stifte Zwettl und Heiligenkreuz wurden von ihm ebenso bedacht wie das Zisterzienserinnenkloster St. Niklas vor dem Stubentor, dem er 1272 ein Haus in der Singerstraße schenkte. Gutolf von Heiligenkreuz berichtet, dass Paltram 1276 im Kloster Strahov in Prag den Schädel der Heiligen Deliciana erwarb, einer der elftausend Jungfrauen der Heiligen Ursula, und ihn der Nikolauskirche in der Singerstraße übergab. Außerdem bedachte er Klöster in Bayern. 1272 schenkte er dem Johanniterorden seine Burg in Unterlaa.
Der erste Chronist Wiens Jans der Enikel war mütterlicherseits mit Paltram verwandt. 1895 wurde der Paltramplatz in Wien-Favoriten nach dem Geschlecht der Paltram benannt.